# アルピナ (アイウェア)
アルピナ(ALPINA)は、アイウェア・ヘルメット・プロテクター等の製造販売会社及びブランド。本社はドイツバイエルン州シュヴァーベン県フリーベルト郡。

## 概要
1980年、ヴェルナー・グラウによってスポーツアイウェアメーカーとして創設される。創業からしばらくはドイツ国産にこだわりハイクオリティな製品を市場に提供していた。現在でも製品の大部分はドイツ国内で生産されている。
ドイツにおいて、スポーツアイウェアはトップシェアを誇りマーケットリーダーである。加えて、オーストリア・スイスといった近隣諸国においても高いマーケットシェアを確保している。
近年はスキー及びスノーボード用ヘルメット開発にも力を入れており、ドイツにおいてトップシェアである。
世界35カ国に製品を輸出しており、ヨーロッパ、北アメリカ、アジア各国で販売されている。

## 製品
- スポーツサングラス
- 自転車ヘルメット
- スノーゴーグル
- スキー・スノーボードヘルメット
- プロテクター（マウンテンバイク・スキー・スノーボード）